# Matèria de Rydberg
La matèria de Rydberg és un estat de la matèria format per àtoms de Rydberg que es va predir, cap a 1980, per part d'É. A. Manykin, M. I. Ozhovan i P. P. Poluéktov.
Està formada de diversos elements com el cesi,
potassi,
hidrogen
i nitrogen;
s'han fet estudis de les possibilitats del sodi, beril·li, magnesi i calci.
S'ha suggerit que podria sorgir de les bandes interestel·lars difuses;
on els electrons perifèrics es troben dins una òrbita circular planar, són els més estables amb temps de vida de diverses hores.
La matèria de Rydberg normalment està constituïda per agregats (clusters) hexagonals
Per tant, no són gas ni plasma ni són sòlids ni líquids; són similars a polsos de plasma amb petits agregats en un gas. El temps de vida característic d'un agregat (cluster) a n = 100 és de 17 segons.

## Excitacions
| n   | d (nm) | D (cm−3) |
| --- | ------ | -------- |
| 1   | 0,153  | 2,8×1023 |
| 4   | 2,45   |          |
| 5   | 3,84   |          |
| 6   | 5.52   |          |
| 10  | 15,3   | 2,8×1017 |
| 40  | 245    |          |
| 80  | 983    |          |
| 100 | 1534   | 2,8×1011 |

En la matèria de Rydberg, al contrari que en els metalls corrents, les distàncies interatòmiques no són constants sinó que varien molt amb les excitacions.
La distància d'enllaç d en la matèria de Rydberg la dona la fórmula
{\displaystyle d=2.9n^{2}a_{0}\,}
on a0 és el radi de Bohr. El factor aproximat 2,9 es va obtenir experimentalment per espectroscòpia rotacional en diferents agregats.